# Габріел Батіста
Габріел Батіста де Соуза (порт. Gabriel Batista de Souza, нар. 3 червня 1998) — бразильський футболіст, воротар «Фламенгу».

## Клубна кар'єра
Вихованець «Фламенгу», з яким 2017 року підписав перший контракт і став гравцем першої команди. Свою першу гру провів 17 січня 2018 року в матчі проти «Вольти Редонда» у Лізі Каріока".
31 жовтня 2019 року Габріел зіграв свій перший матч у бразильській Серії А, замінивши нападника Вітіньйо на 88-й хвилині після того як воротар команди Сезар отримав вилучення. Втім відстояти «на нуль» перший матч молодий голкіпер не зумів і на 94-й хвилині «Фламенго» пропустило гол від «Гояса», встановивши остаточний рахунок 2:2.

## Досягнення
- Чемпіон Бразилії: 2019
- Ліга Каріока : 2019 рік
- Копа Лібертадорес : 2019
- Володар Рекопи Південної Америки: 2020